# BANG! BANG! BANG!
『BANG! BANG! BANG!』（バン!バン!バン!）は、1996年1月13日から同年9月14日までフジテレビ系列（テレビ大分除く）で放送されていた直観力・知力・体力を競うスポーツアトラクション番組である。放送時間（JST）は、土曜19:55 - 20:54。番組開始当時のキャッチコピーは、「勇者のシナリオ、始まる。」。

## 概要
アメリカのバラエティ番組「ザ・グラディエーターズ」(Gladiators)の日本ライセンス版。オリジナルは1992年にテレビ東京系列で「激突!アメリカン筋肉バトル」（かとうれいこと蔵間が司会）として日本語版が放映されていた。
この番組の売り物は、制作費用1億円と言われた大掛かりなセットである。1対1の闘技場、巨大な鉄球の中に入り転がすゲーム等、アクションテレビゲームの空想世界を現実化したかのような、ありとあらゆる競技（アトラクション）があった。司会は所ジョージとシルビア羽根が務めた。
- 前半はイントウィション（クイズ）、後半は体力系アトラクションという番組構成が基本。1チーム3人での3チームが参加。開始当初は「チームSMAP」、芸能人チーム（毎回変わる）、一般参加のチームだった。芸能人チームとして、今田耕司・東野幸治・女性ゲストの「チームイロモノ」（後に「チームよしもと&助っ人」となる）が複数回登場。後に一般参加枠は廃止され、「チームV6」「チームよしもと&助っ人」を含めた芸能人4チームの対抗戦に変更された。
- アトラクションは、アメリカの「ザ・グラディエーターズ」で使われたものと基本は共通。ややルールなどは異なる場合がある。数あるアトラクションのなかから2つを行い、イントウィションとアトラクションの合計点の上位2チームが決勝進出、決勝アトラクション「エリミネーター」で優勝を決める。優勝賞金は100万円（春の2時間特番では200万円）。因みにアメリカ版はすべて一般参加の個人戦、トーナメント方式である。
- 女性がいるチームがアトラクションに挑戦するときに、女性が挑戦するときはグラディエーターも女性になる。男女1人ずつの場合、グラディエーター1人が女性になる。
- 初期はイントゥイション→インフェレンス→グラディエーター（ピラミッドとガントレット）→エリミネーター。中期はグラディエーター（アトモスフィアまたはジャウスト）→イントゥイション→グラディエーター（スイングショット）→エリミネーター。
- 春の2時間特番『ガッツなスーパースペシャルIN横浜アリーナ』でグラディエーターの全種目が登場し、これを機に種目入れ替えを行った。また過去のグラディエーターを振り返るシーンが末期には放送された。

※スタッフは『HEY!HEY!HEY! MUSIC CHAMP』と兼務していたため、番組中の出演者の発言をなぞるテロップの書体・カラーリングも『HEY!HEY!HEY!』と全く同じデザインが使われていた。

## 出演者
- SMAP - 最初は森且行、草彅剛、香取慎吾の3人で、後に中居正広、木村拓哉も出演、番宣ポスターにはメンバー全員載っていたものの、稲垣吾郎は一度も出演しなかった。森の脱退やグループの冠番組である『SMAP×SMAP』の開始でそちらに専念するため降板。その後ジャニーズJr.などジャニーズ所属タレントの混合編成となる（先輩格も出演）。
- 20th Century（坂本昌行・長野博・井ノ原快彦）
- 忍者（柳沢超・遠藤直人・正木慎也）
- 今田耕司
- 東野幸治
- 吉本印天然素材 - この当時は、天然劇場という名前に改名されていた。
- 130R（板尾創路・ほんこん）
- タイガー・ジェット・シン
- シャ乱Q（つんく・まこと・たいせー）
- MAX（Nana・Reina・Mina・Lina）
- 間寛平
- ロンドンブーツ1号2号（田村淳・田村亮）
- 薬師寺保栄
- ダイノジ（大地洋介・大谷伸彦）
- D.R.U.G (石本武士･大島直也)
- Mr.KOTETZ - グラディエーターでの審判を務めた。

## グラディエーター
番組にはグラディエーターというプレイヤーと戦う戦士達がおり、プロレスラーやアクション俳優、スタントマンなどさまざまなアスリートが揃っていた。キャラクターとして設定がついており、出身地、特技などは架空のものである。
番組末期には、本家アメリカのグラディエーター達が来日、ゲスト参加したこともあった。

### 男子
FUJIYAMA（高野拳磁）
国籍不明／必殺技＝3776アタック
アジアングラディエーターのリーダー。酒を飲むと大変というウワサ。
WONRYU（不明）
出身地＝北海道／必殺技＝マシンガン張り手
ウンリューと読む。元力士で、その張り手は熊をも倒すという。高いところが苦手と話しており、スイングショットには出演していない。
KAIO（鯨井保年）
出身地＝琉球（沖縄）
ライフセービング世界チャンピオン。人並外れた瞬発力は世界一。（グラディエーターの設定としてではなく、実際にライフセーバー）
NINJA（塩谷庄吾）
出身地＝伊賀
勝つために手段を選ばない冷血漢。ストリートファイトの達人。
GOKDOW（柴崎蛾王）
出身地＝満州／必殺技＝神風タックル
元取り立て屋で、数々の修羅場をくぐり抜けてきた。
BOZE（アレクサンダー大塚）
出身地＝インド／必殺技＝スカルバスター
究極の格闘技を求めて世界を渡り歩く求道者。
RIKI（外崎貢）
出身地＝インドネシア／必殺技＝アイアンクロー
アームレスラーで驚異の握力の持ち主。そのアイアンクローは骨をも砕くという。弟も同じくアームレスラーをしている。
HAAN（ヨコスカ潮也）
出身地＝モンゴル
元外人部隊に所属していた戦闘のプロ。
TIGER（山岸秀匡）
出身地＝マレーシア／必殺技＝タイガーHUG
別名《完全なる肉体を持っている男》。
DRAGON（二宮秀夫）
出身地＝上海／必殺技＝SHO-RAU-KEN
中国武術の達人。最も静かなる男。
BENKE（三橋信之）
HOKUTO（玉生祐輔）
HAYATE（仲田健）

### 女子
ASURA（矢島芳子）
出身地＝サハリン／必殺技＝トルネードスイング
アームレスリング日本チャンピオン。
KURENAI（浦野弥生）
出身地＝日本／必殺技＝ギャラクティカ・ボンバー
女子レスリング世界チャンピオン。
YUNG（不明）
出身地＝香港／必殺技＝聖拳、ハリケーンソバット
美しき武道家で、一撃必殺の聖拳を持つ。
SARA（高倉亜樹）
出身地＝ベトナム
電光石火の早業はグラディエーターの中でナンバーワン。
FUBUKI（鈴木弘子）
出身地＝シベリア／必殺技＝強力なタックル
スピード、パワー、テクニックの全てに優れる。
AKIRA（西本朱希）

## イントゥイションの主なコーナー
ジグソーパズル
動画のジグソーパズルのピースの中から、1つだけ混ざっている別の絵柄のピースを早押しで当てる。正解で10ポイント。解答権は各チーム2回まで。正解したら、そのピースが何の絵柄なのかをまずは正解チームが口頭で答え、不正解だったら全チームの早押しで答える。これに正解すると20ポイント。このルールは所の思い付きである。
カラオケモーフィング→ウルフマンモーフィング
カラオケをしているある有名人の顔が次第に別の顔に変化するので、誰の顔に変わるのかを早押しで当てる。
後に、所ジョージの顔が狼の顔になり、そこから4人の人物の顔へランダムに変化するので、誰の顔に変化するのかを早押しで当てるルールに変更。
？
1つの映像が色の成分だけで出てくる、それがだんだん薄れていき、何の映像かを早押しで当てる。
上記の2つのクイズは、正解ごとに10ポイント。
YES-NOハンティング
最初にテーマが出題された後、モニターに現れた単語がテーマに当てはまる（YES）か否（NO）か、3秒以内に瞬時に判断する
12問出題。1問正解につき5ポイント、12問全問正解ならボーナス点込みで100ポイント獲得。
連想コラージュ
画面に沸いてくる単語から連想されるものは何かを当てる早書き早抜けクイズ
正解した順番に40～10ポイント獲得

## インフェレンス
マスターマインドの要領で、リストにあるSMAP等の顔写真の中から、正しい3枚の配列を当てる。
1回の放送で2度行われ、1度目はSMAP6枚（SMAP降板後はグラディエーター6枚）から3枚の配列を当てる。正解で10ポイント。2度目はこれに所または別のグラディエーター1枚が追加された7枚から3枚の配列を当てる。正解で20ポイント。スペシャルでは更にシルビア1枚も追加され最大8枚で行ったこともあった。
カードのSMAPと所に関してはすべて平仮名表記で、「なかい」「きむら」「いながき」「もり」「くさなぎ」「かとり」「ところ」となっていた。
1チームずつ順番に回答。回答に対して、位置とカードがあっていたら「ペア」、カードのみがあっていたら「ヒット」として、「ペア」と「ヒット」の数がヒントとして述べられる。

## グラディエーターの主なアトラクション
ピラミッド
ウレタン製ブロックを積み上げて作られた山の頂上にあるスイッチを60秒以内に押せばクリアとなる。チームの代表者2人が挑戦、妨害するグラディエーターも2人出場する。クリアで30ポイント。
ちなみにピラミッドのセットは1996年8月8日に放送されたフジテレビまつりで70万円からオークションにかけられたが、放送中に売れなかった。
ガントレット
左右を壁で囲まれた小型のハーフパイプのようなエリアを、グラディエーター4人の妨害をかわしながら前進し、30秒以内にゴールを目指す。1人抜くごとに10ポイントで、ゴールできたら残り時間がボーナスポイントとして加算される（小数点以下は切り上げ。例9.3秒残しは10ポイントのボーナス）。チームの代表者2人が1人ずつ挑戦。『ドリフ大爆笑』のコントの一環として、老人に扮したザ・ドリフターズのメンバーが挑戦した事もあった。
アトラスフィア
巨大な鉄格子や網で作られた鉄球の中に入り、それを転がしフィールドに置かれた4か所のゴール（鉄球が乗れるくぼみ）を通過すると10ポイントが与えられるゲーム（ただし最初はグラディエーターの入った鉄球に体当たりしなければならない、また同じゴールを連続して通過しても無効となる）。制限時間は60秒。本番組中最も大掛かりなゲームであった。このゲームでV6井ノ原が首を負傷した事がきっかけで、ジャニーズ事務所の面々が撤退した。チームの代表者2人とグラディエーター2人、計4人が出場。
ジャウスト
チームの代表者とグラディエーターがそれぞれ鉄柱の上に設けられた台に乗り、1対1両端にスポンジの付けられた棒を使って相手、または相手が持つ棒を落とせば勝ちで50ポイント。制限時間（30秒間）が過ぎるまでグラディエーターの攻撃から持ちこたえると引き分けで20ポイント。ただし、台の上で座ったら反則負けになる。特番で登場した後、レギュラー放送のオープニングゲームになった。
スイングショット
チームの代表者2人とグラディエーター2人、計4人がバンジーコード（ゴムワイヤー）に上から繋げられ、中央に取り付けられたボールを飛び跳ねながら奪い合う。一番高い位置にあるボールから30ポイント、20ポイント、10ポイントとなる。

## エリミネーター
参加3(4)チーム中、上位2チームによる決勝アトラクション。内容は、大掛かりな障害物競走と言える。決勝進出チームのうちポイントの高いほうが、ポイント差の分早くスタート出来る。(10ポイント差につき1秒、最高4秒のハンデがつく。)チームの中から代表1名を選出する。
- スタートすると、最初はハードル障害。高いハードルは超え、低いハードルはくぐる。
- 2つ目の障害はロープ登り（女子はロープに団子がついて登りやすくなっている）、一定時間たっても登れない参加者は、横についたハシゴを使って次へ。
- 3つ目の障害は、ハンドサイクル。鉄橋に釣り下がった自転車のペダルの様な機械にぶら下がり、それを手で回して前進する（SASUKEの「アームバイク」と同じような仕組み）。かなりの腕力、持久力を必要とする。落ちるとペナルティタイムが科され一定時間進めない。（女子はハンドサイクルのかわりに、うんていがセットされている。）
- 4つ目の障害は、回転する一本橋。ここも落ちるとペナルティタイムが科される。
- 5つ目は網バシゴをつたって上に登り、高度、距離とも大きなロープで一気に下る。降りた場所が線を越えていなければ、線をタッチして次のエリアへ。
- 平均台を渡ると、進行方向とは逆方向にベルトコンベアが動いている坂を上る。コンベアの速度が速く、苦戦する参加者も多かった。
- 最後は、ロープをターザンのように飛び、紙を突き破ってゴール。

## エピソード
- 草彅剛が、エリミネーターで勝利したが、賞金の半額(50万円)を対戦相手チームにプレゼントしたことがある。
- その翌週、中居正広が、エリミネーターで東野幸治に勝利した。その際、チームイロモノに2,000円プレゼントし、50万円を視聴者プレゼントした。チームイロモノは、もらった2,000円のうち1,000円を視聴者プレゼントした。
- 井ノ原快彦が競技中に首を捻挫するケガをした。

## エンディングテーマ
- 村上圭寿「We Are Hot !」
- Queen「We Are the champions」

## スタッフ
- ナレーション：國井修
- OPタイトル：原田大三郎（SHADOW）
- OPテーマ曲：島武実
- 構成：畔柳賢朗、山路勝也、成田はじめ、近沢浩和、山内浩嗣
- 美術プロデューサー：石鍋伸一朗（フジテレビ）
- デザイン：越野幸栄（フジアール）
- 美術進行：足立和彦、内山高太郎
- タイトルロゴ：金田全央
- 技術：ニユーテレス
- SW：斉藤浩太郎（フジテレビ）
- 照明：植松晃一、橋本圭介（フジテレビ）
- 編集：瓜田利昭（D-Craft）、真壁一郎（IMAGICA）
- MA：新野真（IMAGICA）
- 音響効果：川端智之（4-Legs）
- TK：石井成子
- 制作デスク：鶴田弘子
- 演出補：小寺尚
- AP：高橋郁男（BEE BRAIN）
- ディレクター：菅野貴志・後藤優（BEE BRAIN）他
- プロデューサー：西敏也（BEE BRAIN）
- プロデューサー・総合演出：水口昌彦（フジテレビ）
- 制作協力：BEE BRAIN
- 制作：フジテレビ第二制作部（現バラエティ制作センター）
- 制作著作：フジテレビ